# Lagoleptus indicus
Lagoleptus indicus là một loài tò vò trong họ Ichneumonidae.